# بات وول
بات وول (بالإنجليزية: Pat Wall)‏ هو سياسي بريطاني، ولد في 6 مايو 1933، وتوفي في 6 أغسطس 1990. حزبياً، نشط في حزب العمال. في الانتخابات العمومية للمملكة المتحدة 1987 ‏، انتخب عضو البرلمان الخمسون للمملكة المتحدة عن دائرة برادفورد الشمالية وقد انضم خلال فترته النيابية ‏ (11 يونيو 1987 – 6 أغسطس 1990) للكتلة البرلمانية حزب العمال.